# Dinocephalus ornatus
Dinocephalus ornatus är en skalbaggsart som beskrevs av Louis Albert Péringuey 1899. Dinocephalus ornatus ingår i släktet Dinocephalus och familjen långhorningar.
Artens utbredningsområde är:
- Malawi.
- Moçambique.

Inga underarter finns listade i Catalogue of Life.